# اجموند، شراپشر
اجموند (به انگلیسی: Edgmond) یک روستا و محله مدنی در بریتانیا است که در Telford and Wrekin واقع شده‌است. اجموند ۲٬۰۶۲ نفر جمعیت دارد.